# Vrabie de casă
Vrabia de casă (Passer domesticus) este o pasăre mică (14–16 cm) sedentară sinantropă din familia paseride (Passeridae) cu penele de culoare cafenie împestrițate cu negru pe spate, cu fruntea, creștetul și pieptul cenușii, cu ciocul scurt, conic și cu coada trunchiată, răspândită în Africa de Nord și Eurasia (inclusiv în România și Republica Moldova) și introdusă în America de Nord, America de Sud, Australia și sudul Africii.

## Descrierea
Are o lungime de 14–16 cm și o greutate de 20–40 g.
Masculul are penajul cafeniu-pătat pe spate; fruntea, creștetul și pieptul sunt cenușii, iar bărbia neagră; femela este cafeniu-striată.
Are ciocul conic, dur, ascuțit la vârf, de culoare cenușie. Picioarele sunt subțiri, cenușiu-maronii. 
Vrabia de casă este bine cunoscută de oricine, dar poate fi confundată cu vrabia de câmp (Passer montanus) sau cu vrabia spaniolă (Passer hispaniolensis). Masculul vrabiei de casă are creștetul cenușiu (la celelalte două specii acesta este brun roșcat), iar obrazul alburiu fără pete (la vrabia de câmp are o pată  pe obraz de culoare albă). La femelă penajul este pământiu șters, fără dungulițe pe piept, ca la vrabia spaniolă. 

## Ciripitul
Are un ciripit monoton disilabic "cirup" sau "cip cip".